# اریک استال
اریک کریگ استال (انگلیسی: Eric Craig Staal؛ زادهٔ ۲۹ اکتبر ۱۹۸۴) بازیکن هاکی روی یخ اهل کانادا است که در حال حاضر تحت یک قرارداد آزمایشی حرف‌ای برای آیووا وایلد لیگ هاکی آمریکا بازی می‌کند.
وی همچنین برندهٔ جوایزی همچون جام استنلی شده‌است.
از باشگاه‌هایی که در آن بازی کرده‌است می‌توان به کارولینا هوریکانز اشاره کرد.